# Kurt Welzl
Kurt Welzl   (Viena, 6 de novembre de 1954) fou un futbolista austríac de les dècades de 1970 i 1980.
Fou internacional amb la selecció de futbol d'Àustria. Pel que fa a clubs, destacà a AZ i València CF.